# Velimir
Velimir je moško osebno ime.

## Izvor imena
Ime Velimir je slovanskega izvora. Prva sestavina imena Veli- pomeni »velik, zelo velik«  tudi »pomemben« 

## Različice imena
- moške različice imena: Vele, Veli, Velen, Velibor, Veličko, Velimir, Velin, Velinko, Velislav, Veliša, Velja, Veljan, Veljko, Veljo, Velko, Vilko
- ženske različice imena: Velemira, Velimira, Velina, Velinka, Velislava, Velja, Veljka, Velka

## Pogostost imena
Po podatkih Statističnega urada Republike Slovenije je bilo na dan 31. decembra 2007 v Sloveniji število moških oseb z imenom Velimir: 197.

## Osebni praznik
V koledarju je ime Velimir zapisano skupaj z imenom Irenej; god praznuje 6. aprila (Irenej, Sirmijski škof in mučenec, † 6.apr. 304) ali 28. junija (Irenej, škof in mučenec, † 28.jun. 202).